# Шамрок (Оклахома)
Шамрок (енгл. Shamrock) град је у америчкој савезној држави Оклахома.

## Демографија
По попису из 2010. године број становника је 101, што је 24 (-19,2%) становника мање него 2000. године.
| Група             | 2000.       | 2010.      |
| Белци             | 111 (88,8%) | 88 (87,1%) |
| Афроамериканци    | 0 (0,0%)    | 0 (0,0%)   |
| Азијати           | 0 (0,0%)    | 0 (0,0%)   |
| Хиспаноамериканци | 1 (0,8%)    | 0 (0,0%)   |
| Укупно            | 125         | 101        |